# استات منیزیم
منیزیم استات (به انگلیسی: Magnesium acetate) با فرمول شیمیایی Mg(CH۳COO)۲ یک ترکیب شیمیایی با شناسه پاب‌کم ۸۸۹۶ است. که جرم مولی آن 142.394 (Anhydrous) 214.455 (Tetrahydrate) می‌باشد. شکل ظاهری این ترکیب، بلورهای سفید است.